# Heinrich Acker

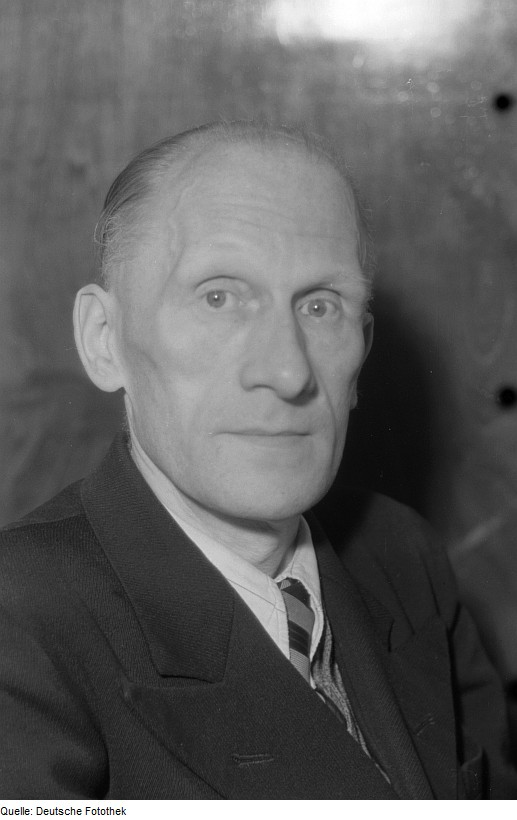
Heinrich Acker

Heinrich Wilhelm Joseph Acker (* 12. Mai 1896 in Gonsenheim; † 16. Mai 1954 in Berlin-Wedding) war ein deutscher Politiker (SPD, ab der Zwangsvereinigung von SPD und KPD 1946 SED), preußischer Landrat und von 1946 bis 1948 einer der drei stellvertretenden Bürgermeister von Berlin.

## Leben
Der Protestant Heinrich Acker war der Sohn des gleichnamigen Kaufmannes Heinrich Acker. Nach dem Besuch der Volksschule und im Anschluss von 1906 bis 1912 des Realgymnasiums in Mainz, das er mit dem Reifezeugnis zur Prima verließ, legte er an der Oberrealschule in Heppenheim die Reifeprüfung für Nichtschüler ab. In unmittelbarer Folge nahm er an der TH Darmstadt ein Studium der Chemie auf, das er infolge des beginnenden Ersten Weltkriegs unterbrechen musste. Seinen Kriegsdienst leistete er vom 11. August 1914 bis zum 23. November 1918 ab, zuletzt als Gefreiter im Militärversorgungswesen. Nach dem Krieg setzte er an der Johann Wolfgang Goethe-Universität in Frankfurt am Main sein Studium mit der Neuausrichtung auf die Rechts- und Staatswissenschaften fort. Nach anderer Quelle ging Acker studienhalber auch an die Universität zu Köln und die Humboldt-Universität zu Berlin. Im November 1920 wurde Acker zum Doktor der Wirtschafts- und Sozialwissenschaften (Dr. rer. pol.) promoviert. Am 19. Januar des Folgejahres erhielt Acker dann eine Anstellung als wissenschaftlicher Hilfsarbeiter im Preußischen Finanzministerium.
Am 25. November 1925 wurde er kommissarisch mit der Verwaltung des Kreis Schwelm beauftragt, die definitive Ernennung als Landrat folgte am 3. Mai 1926. Im Zuge der kommunalen Neuordnung und der Auflösung des Kreises erging zum 1. August 1929 dann zunächst seine einstweile Versetzung in den Ruhestand. Im Anschluss war Acker vom 1. September 1929 bis zum 15. Januar 1930 probeweise im Reichsfinanzministerium beschäftigt, ehe er zum 18. Februar 1930 an die Regierung Arnsberg versetzt wurde, wo er beim Oberversicherungsamt Dortmund Einsatz fand.
Mit Dienstantritt vom 4. April 1930 wurde Acker dann in der Nachfolge des Landrats Karl Steinhoff vertretungsweise mit der Verwaltung des Landkreises Zeitz beauftragt. Die kommissarische Ernennung erging am 23. Juli, die definitive am 29. August desselben Jahres. Zum 4. November 1932 erhielt Acker jedoch auch dort wiederum den Bescheid zu seiner Versetzung in den einstweiligen Ruhestand.
Nach der Machtübernahme durch die Nationalsozialisten wurde Heinrich Acker mit Erlass vom 15. Juni 1933 zum 7. Juli 1933 gemäß § 4 des Berufsbeamtengesetzes vom 7. April 1933 entlassen. Nach der Einstellung eines vom Kreisausschuss angestrengten Dienststrafverfahrens erhielt er dann (rückwirkend) ab dem 1. August 1933 drei Viertel des verdienten Ruhegehalts an Versorgungsbezügen zuerkannt. In der Folgezeit bestritt Acker seinen Lebensunterhalt mit wissenschaftlichen Arbeiten sowie als freiberuflicher Wirtschafts- und Steuerberater. Er war Mitglied im NSRB. Für eine Arbeit über Reformen des Unternehmensrechts und, hier im Besonderen des Aktienrechts, wurde ihm zu Ende des Jahres 1934 ein Preis der Akademie für Deutsches Recht zuerkannt. Während der Nationalsozialistischen Zeit wurde Heinrich Acker mehrfach verhaftet.
Bei Kriegsende ernannte die sowjetische Besatzungsbehörde Heinrich Acker im Mai 1945 zum Leiter des Dezernats Finanzen und Steuern beim Bezirksamt in Berlin-Wedding. Im Juli 1946 folgte seine Ernennung zum Ersten stellvertretenden Bürgermeister des Bezirks, bevor er im Dezember 1946 Zweiter Bürgermeister von Groß-Berlin und somit Stellvertreter des Oberbürgermeisters wurde. Am 3. Dezember 1948 von diesem Amt enthoben, betätigte er sich in der Folgezeit erneut als Wirtschaftsprüfer und Steuerberater, sowie als Studienleiter an der Verwaltungsakademie Berlin. Acker war Mitarbeiter an mehreren verwaltungswissenschaftlichen und wirtschaftsrechtlichen Werken. Verheiratet war er mit der Ärztin Elfriede Acker, geborene Ruthe. Aus der Ehe gingen zwei Kinder hervor.

## Parteifunktionen
Heinrich Acker war von 1921 bis zu seinem Parteiaustritt am 24. Juni 1933 Mitglied der Sozialdemokratischen Partei Deutschlands (SPD). Mit dem Ende des Zweiten Weltkriegs trat er 1945 wiederum der SPD bei, blieb bei deren Zwangsvereinigung in der Sowjetischen Besatzungszone mit der Kommunistischen Partei Deutschlands zur Sozialistischen Einheitspartei Deutschlands (SED) Mitglied und wurde im September 1947 Teil des Landesvorstands Berlin der SED. 1948 war er Angehöriger des Deutschen Volksrats, 1949 trat er schließlich jedoch aus der SED aus.